# Wakanohana Masaru
Wakanohana Masaru (若乃花 勝, Nhược Nãi Hoa Thắng), tên thật là Hanada Masaru (花田 勝, Hoa Điền Thắng), là một cựu lực sĩ Sumo chuyên nghiệp người Nhật Bản đạt cấp yokozuna. Anh sinh năm 1971 trong một gia đình có truyền thống sumo. Anh là con trai của Ōzeki Takanohana Kenshi, là cháu gọi yokozuna Wakanohana Kanji bằng chú ruột, là anh trai của yokozuna Takanohana Koji. Wakanohana xuất thân từ Tōkyō.
Wakanohana bắt đầu tham gia thi đấu Sumo từ năm 1986, cùng thời với Akebono Tarō và em trai mình là Takanohana. Anh bắt đầu tham gia giải đấu sumo dành cho lực sĩ cao cấp từ năm 1990 cũng giống như Akebono. Wakanohana nổi tiếng là có kỹ thuật đa dạng và anh đã 6 lần đoạt giải thưởng về kỹ thuật thi đấu. So với em trai và Akebono cũng là những lực sĩ hàng đầu cùng thời, Wakanohana kém hơn về cân nặng và sức mạnh. Anh cũng được thăng cấp chậm hơn so với hai lực sĩ này. Trong những trận đấu gặp em trai mình, Wakanohana chỉ thắng có duy nhất một lần. Sau hai mùa giải vô địch liên tiếp vào tháng 3 và tháng 5 năm 1998, anh được phong cấp Yokozuna. Tuy nhiên ngay sau đó là những chấn thương tái diễn đã hạn chế thành tích thi đấu của Wakanohana. Tháng 3 năm 2000, anh tuyên bố giải nghệ.
Sau khi nghỉ thi đấu Sumo, Wakanohana sang Hoa Kỳ và luyện tập môn bóng đã Mỹ. Anh còn trở thành ngôi sao truyền hình với nghệ danh là Hanada Masaru. Hiện anh đang sở hữu và điều hành một doanh nghiệp mang tên Chanko Dining Waka gồm chuỗi nhà hàng tại Tōkyō, Ōsaka, và Aichi.
Wakanohana lấy vợ vào năm 1994 và ly dị vào năm 2007.